# Karl Kirchmayer
Karl Kirchmayer (4. května 1853 Zweikirchen – 26. dubna 1919 Zweikirchen) byl rakouský politik německé národnosti z Korutan, na počátku 20. století poslanec Říšské rady.

## Biografie
Byl statkářem v Zweikirchenu. Zasedal coby poslanec Korutanského zemského sněmu.
Působil i jako poslanec Říšské rady (celostátního parlamentu Předlitavska), kam usedl ve volbách do Říšské rady roku 1907, konaných poprvé podle všeobecného a rovného volebního práva. Byl zvolen za obvod Korutany 07.
Po volbách roku 1907 usedl do poslaneckého klubu Německý národní svaz, v jehož rámci patřil do Německé agrární strany. V parlamentu nepatřil mezi výrazněji aktivní poslance. Patřil mezi agrárníky. V některých dobových pramenech z roku 1907 je ovšem řazen mezi kandidáty Německé lidové strany.
Zemřel v dubnu 1919.